# Гнедина, Татьяна Евгеньевна
Татья́на Евге́ньевна Гне́дина (урождённая Гельфанд; род. 5 июля 1924) — русская советская писательница и переводчица, физик, автор произведений научно-фантастического и научно-популярного жанра, а также работ по истории науки.

## Биография
Дочь советского дипломата, журналиста и политолога, впоследствии диссидента Евгения Александровича Гнедина и переводчицы Надежды Марковны Бродской, внучка известного деятеля российской и германской социал-демократии А. Л.  Парвуса.
По образованию инженер, была научным работником и преподавателем.
Первая публикация Гнединой — научно-фантастическая повесть «Последний день туготронов» (1964) с подростково-приключенческим сюжетом (школьник Сергей попадает в государство разумных роботов и помогает освободиться от их угнетения маленьким человечкам — минитакам) и популярной для того времени антитоталитарной идеей. Повесть «Острова на кристаллах воображения» (1964), также вошедшая в первую книгу Гнединой — научная популяризация в слегка беллетризованной форме. В повести «Беглец с чужим временем» (1968) герои попадают из Германии накануне прихода к власти нацистов в городок Гаммельн, находящийся в параллельном мире с отличными от наших законами физики: в частности, скорость света там очень низка, что позволяет в повседневной жизни наблюдать парадоксы частной теории относительности. Популяризация теории Эйнштейна соседствует в повести с изображением немецкого образа жизни 1930-х годов, в котором проглядывают памфлетные мотивы.

## Книги
- Гнедина Т. Е. Последний день туготронов. — М.: Молодая гвардия, 1964.
- Гнедина Т. Е. Беглец с чужим временем. — М.: Молодая гвардия, 1968.
- Гнедина Т. Е. Открытие Джи-Джи: Джозеф Джон Томсон. — М.: Молодая гвардия, 1979. — 160 с. - (Пионер — значит первый.)
- Гнедина Т. Е. Физика и творчество в твоей профессии. — М.: Просвещение, 1988.
- Гнедина Т. Е. Поль Ланжевен, 1872-1946. — М.: Наука, 1991. — 286 с. — (Научно-биографическая серия.)